# 龙游风水塔
龙游风水塔，为浙江省龙游县境内的一系列古塔遗存，共计八座，故又称“龙游八塔”。

## 概况
龙游风水塔分别为舍利塔、横山塔、湖岩塔、鸡鸣塔、龙洲塔、浮杯塔、刹下塔、沐尘塔，其中6座沿灵山江，衢江分布。1座为宋塔，其余7座皆建于明嘉靖至万历间。其中舍利塔与横山塔已分别申报为全国重点文物保护单位，其余塔作为龙游风水塔整体申报为浙江省文物保护单位。

## 各塔介绍

### 龙洲塔

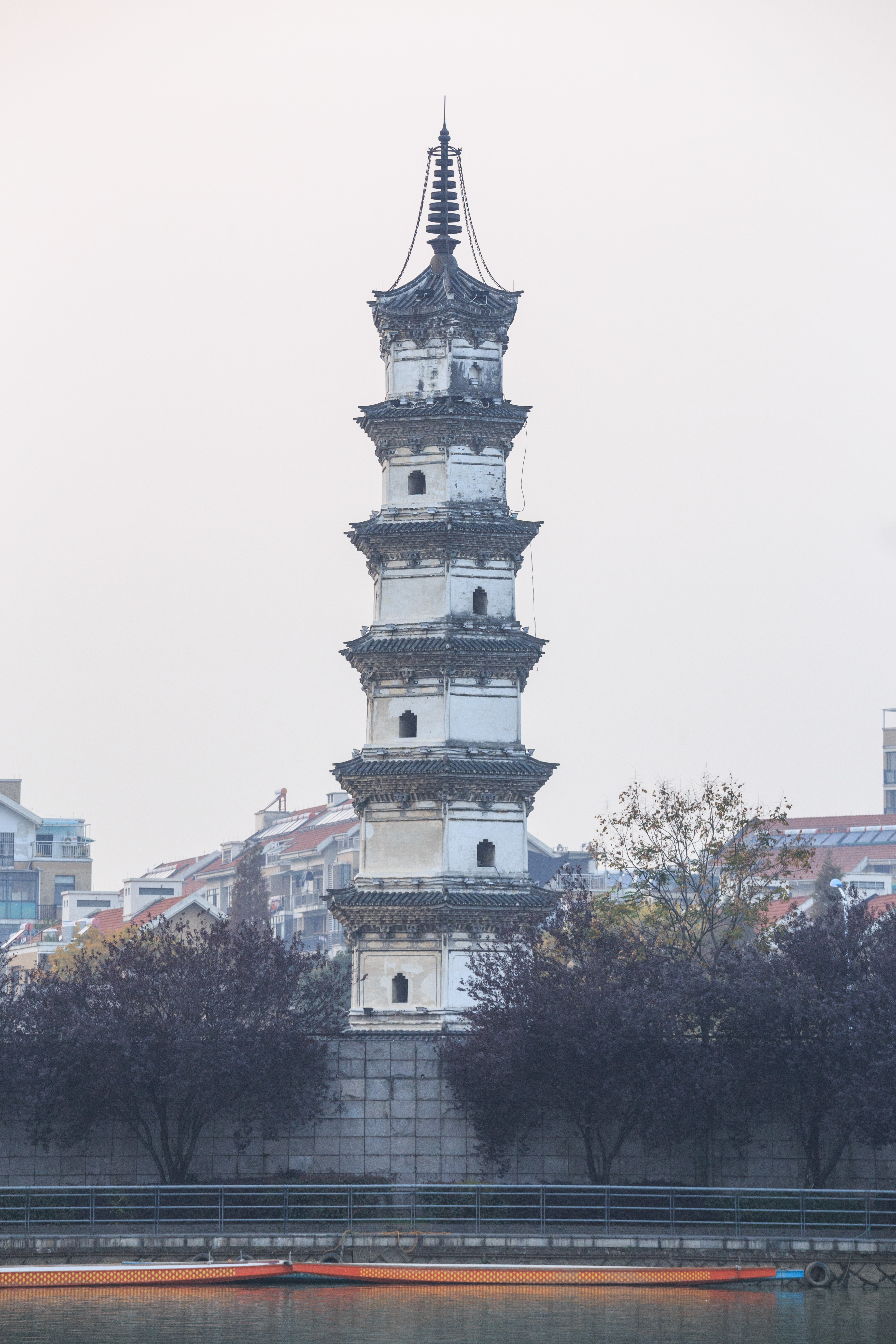
龙洲塔

又名文峰塔，在县城东北。明隆庆年间由县人毛汝麟始建，清乾隆五十三年（1788）七月重建，故第三层砖砌匾额“龙洲耸秀”4个大字边款有“乾隆五十三秋月吉旦”等字。六面七层，楼阁式空心砖塔，高26.13米。塔基二层条石砌成，高0.48米，塔身倚柱砖砌，柱头上施一斗三升式转角斗栱，底层及第二层平身科施二攒，二层以上一攒。底层南面有1拱券门，以上各层隔面有壶门。塔内原有木结构，现无存。塔檐除底层外，各层东北角及西北角均坍塌，塔刹已毁。2004年，修建龙洲公园时大修。1982年4月列为龙游县文物保护单位。

### 鸡鸣塔

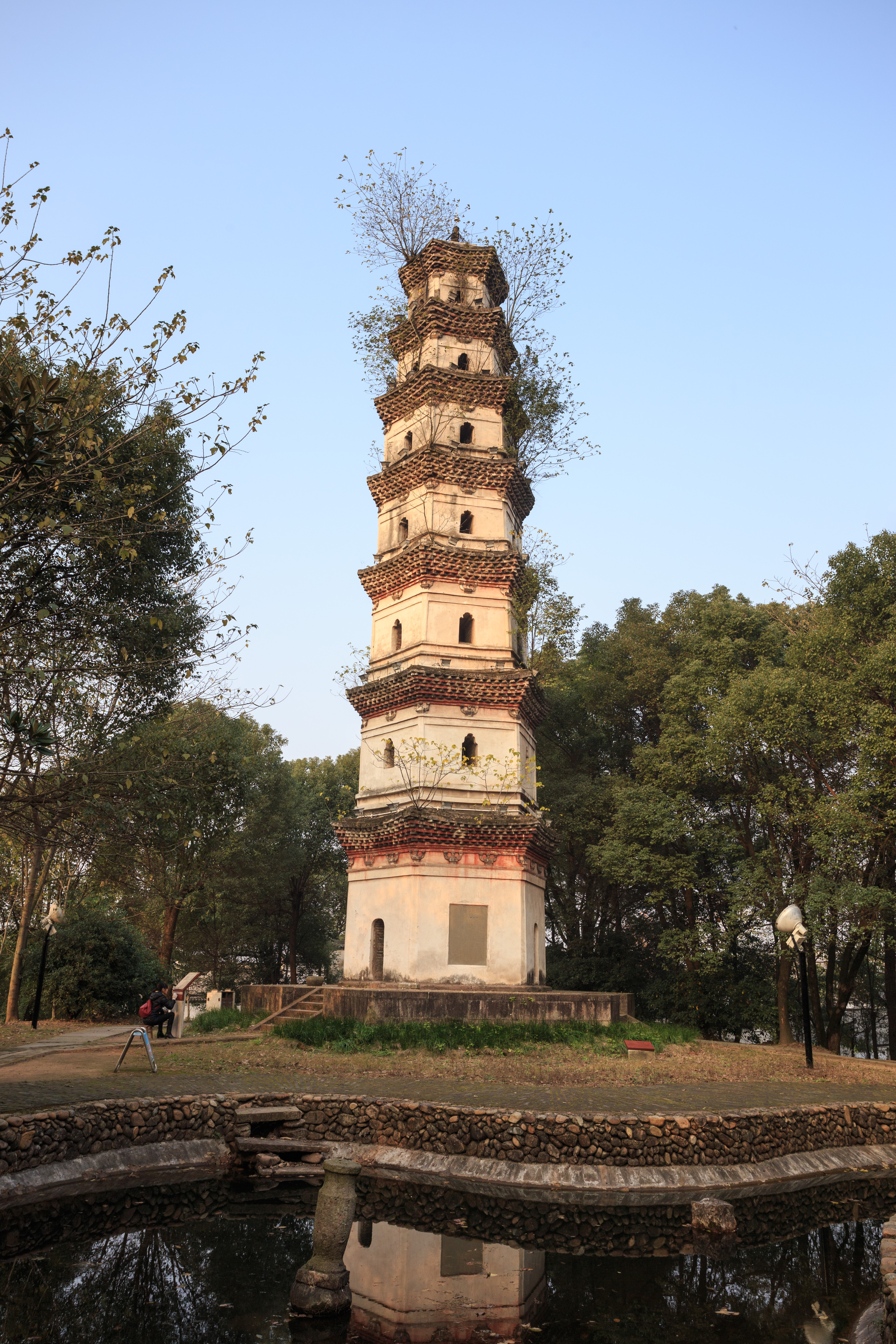
鸡鸣塔

在县城东南郊鸡鸣山上，明嘉靖年间建，清光绪年间大修。六面七层，楼阁式空心砖塔。高21.4米，基座条石砌成。各层腰檐均以4道菱角子叠涩组成。层檐下均砖制一斗三升斗栱，各层转角处皆砖砌倚柱，倚柱间额枋相连。底层东北、东南、西南面拱券门，二层以上层面有壶门。塔刹无存。为龙游县城标志性建筑之一。1982年列为龙游县文物保护单位。

### 湖岩塔
在湖镇镇曹垄村，明嘉靖三十七年（1558）建。六面七层，楼阁式空心砖塔，高30米。塔基须弥座用条石叠砌。塔身收分缓和，每层隔面有拱券门。砖砌倚柱，施阑额。每层用五层菱角牙子叠涩出檐，塔刹石制。第二层正面砖砌匾额上有“湖岩壮观”横匾。1984年10月列为龙游县文物保护单位。

### 浮杯塔
在湖镇镇朱家村衢江江心洲上，明万历四十年十月由时任知县万庭谦建。六面七层，楼阁式空心砖塔。高40余米。基座用条石砌筑，底层西面有1拱券门，以上每层隔面做有拱券门，用五层菱角牙子叠涩出檐。塔顶置铜质露盘，四面用铁索固定，塔身第三层石匾上有“浮石宝塔”4字。1984年10月列为龙游县文物保护单位。

### 刹下塔
在横山镇塔下叶村，始建年代不详。六面七层，楼阁式空心砖塔。高30.3米，石制须弥座高1.1米，束腰部分0.36米，下枭刻有花纹图案。底层塔身特高，各层砖砌倚柱都向中心倾斜，构成塔身向内递收的轮廓。底层有七道菱角牙子叠涩出檐，三层以上减为6道，檐角上翘，造型富有向上感。檐下用墨绘转角斗栱和平身斜斗栱，底层正北、东南、西南3面开拱券门，塔顶覆钵形，塔刹大部已毁。1982年列为龙游县文物保护单位。

### 沐尘塔
在县城南23公里沐尘畲族乡沐尘村雷峰山，始建于明成化十二年。六面七层空心砖塔。塔身第六层以上被雷击毁，残高约13米。塔壁厚1.15米，塔基须弥座用粗麻石板平砌成。通体用25×13厘米青砖实砌，自上而下收分较大。第二层起每面每层有拱券形假门。每1券门两侧槏柱。第一层东南向有10.42米宽，1.45米高拱券门可供人进出。1986年7月列为县级文物单位。

### 其他
历史上，城北衢江边马鞍山有铜塔，后因太平天国战争所毁；城南溪口镇下徐村原有灵山塔，1966年因新建人民公社大会堂拆除，仅剩塔基。